# ʿUbūdīya

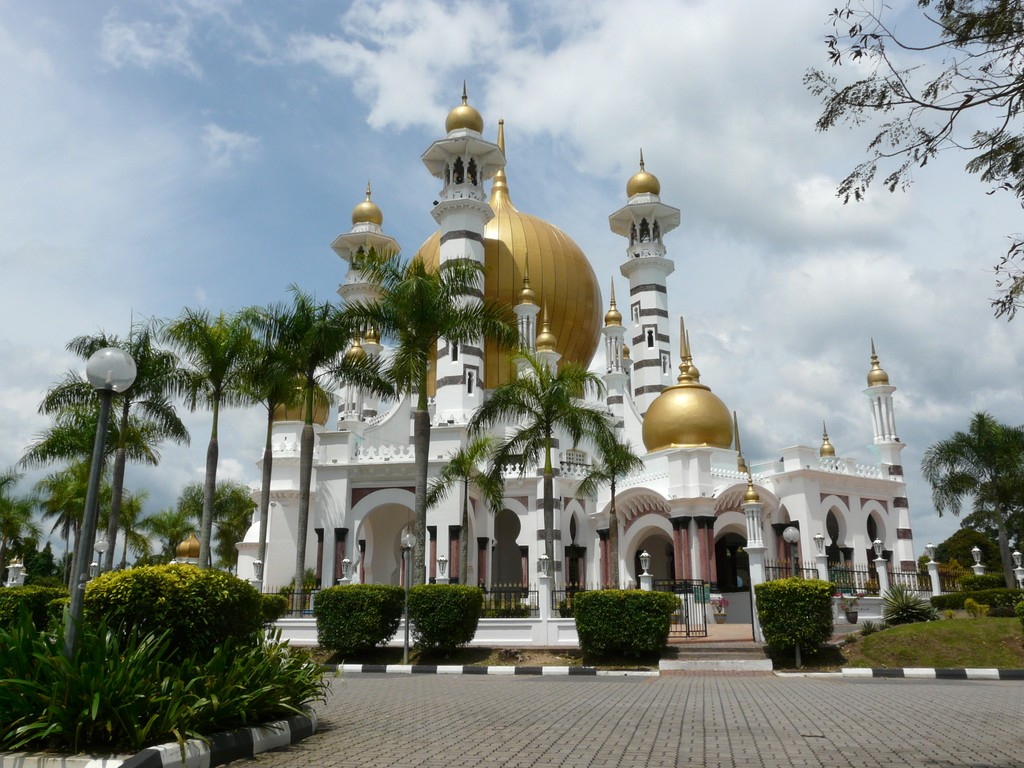
Die Ubudiah-Moschee in Kuala Kangsar in Malaysia, die nach dem Prinzip der ʿUbūdīya benannt ist.

ʿUbūdīya (arabisch عبودية ‚Dienstbarkeit, Knechtschaft, Untertänigkeit‘) ist ein islamisches Frömmigkeitsideal, das das Verhältnis des gläubigen Menschen gegenüber Gott betrifft. Das Konzept, das an verschiedene Koranverse und Hadithe anknüpft, in denen Mohammed und die Menschen als „Diener Gottes“ (ʿibād Allāh) beschrieben werden, wurde zunächst im Bereich der Sufik erörtert. Ähnlich wie der Begriff der Demut bezeichnet ʿUbūdīya dort eine Gesinnung der Dienstwilligkeit gegenüber Gott. Mehrere Gelehrte, darunter Ibn Taimīya und ʿAbd al-Wahhāb asch-Schaʿrānī, verfassten eigenständige Abhandlungen zur ʿUbūdīya. Durch Vermittlung von Ibn Taimīya hat das Konzept im 20. Jahrhundert auch Eingang in das islamistische Denken gefunden. Eine zentrale Rolle spielte es in der Schrift „Zeichen auf dem Weg“ (Maʿālim fī ṭ-ṭarīq) des islamistischen Theoretikers Sayyid Qutb. Für ihn bildete die „ʿUbūdīya gegenüber Gott allein“ das wichtigste Merkmal zur Unterscheidung der muslimischen Gesellschaft von der dschāhilitischen Gesellschaft.
Sprachlich ist der Begriff ʿUbūdīya von der arabischen Wortwurzel ʿabada abgeleitet, das die Bedeutung von „dienen, verehren“ hat. Das zugehörige Substantiv ʿabd bedeutet „Sklave, Knecht, Diener“. Von der gleichen Wortwurzel ist auch der Begriff ʿIbāda gebildet, der allgemein die gottesdienstliche Praxis im Islam bezeichnet. Neben seiner terminologischen Bedeutung als Bezeichnung für eine religiöse Gesinnung wird ʿUbūdīya im modernen Arabischen auch als allgemeiner Begriff für Sklaverei verwendet. Mehrere Moscheen sind nach dem Prinzip der ʿUbūdīya benannt, so die Ubudiah-Moschee in Kuala Kangsar in Malaysia.

## Sufische Definitionen von ʿUbūdīya
Während ʿIbāda allgemein die gottesdienstliche Praxis bezeichnet, wird ʿUbūdīya bei den meisten Sufis als Bezeichnung für eine religiöse Haltung verwendet, die darüber hinausgeht. So meinte zum Beispiel Abū l-Qāsim an-Nasrābādī (gest. 977/78), dass die ʿUbūdīya dann eintrete, wenn der Mensch nicht mehr seine eigene Verehrung (taʿabbud) Gottes sehe, sondern ganz in der Betrachtung des Verehrten aufgehe. Die meisten Sufis waren auch der Auffassung, dass die ʿUbūdīya auf einer höheren Stufe stehe als ʿIbāda. So lehrte zum Beispiel Abū ʿAlī ad-Daqqāq (gest. 1015), dass ʿIbāda allen Gläubigen zukomme, während die ʿUbūdīya der religiösen Elite vorbehalten sei. Unter Anspielung auf Koranvers Sure 15:99: „Und diene Deinem Herrn, bis die Gewissheit (al-yaqīn) zu dir kommt!“ äußerte er, dass die ʿIbāda denjenigen eigen sei, die das „Wissen der Gewissheit“ (ʿilm al-yaqīn) besäßen, während die ʿUbūdīya nur denen zukomme, die das „Wesen der Gewissheit“ (ʿain al-yaqīn) besäßen.
Insbesondere gehört aber zur ʿUbūdīya die Anerkennung von Gottes allumfassender Herrschaft. So lehrte der ägyptische Mystiker Dhū n-Nūn al-Misrī (gest. 859): „Die ʿUbūdīya besteht darin, dass du in jeder Lage sein (= Gottes) Diener bist, so wie er in jeder Lage dein Herr ist.“ Eine andere Definition lautete, dass die ʿUbūdīya das „Schauen“ bzw. „Sichbewusstsein“ (šuhūd) von Gottes Herrschaftlichkeit (rubūbīya) sei. So wie die Herrschaftlichkeit (rubūbīya) eine Qualität Gottes ist, die niemals zu bestehen aufhört, so soll auch die ʿUbūdīya eine Eigenschaft des Menschen sein, die ihn nicht verlässt, solange er lebt. Der Orientalist Richard Hartmann meinte, dass diese Vorstellung von ʿUbūdīya in idealtypischer Weise das verkörpere, was Friedrich Schleiermacher in seinen Reden „Reden über die Religion“ das Gefühl der „schlechthinnigen Abhängigkeit“ von Gott nannte und als Grundlage jeder Religion beschrieb.
Al-Quschairī, der in seinem Handbuch zur Sufik der ʿUbūdīya ein eigenes Kapitel gewidmet hat, führt dort noch zahlreiche andere Definitionen für dieses Konzept an. In mehreren von ihnen spielt die Anerkennung der göttlichen Vorherbestimmung (Qadar) eine wichtige Rolle. So lautete eine Definition, dass die ʿUbūdīya die Absage an das Wählen hinsichtlich der in Erscheinung tretenden göttlichen Bestimmungen (tark al-iḫtiyār fīmā yabdū min al-aqdār) sei. Der ägyptische Gelehrte Mustafā al-ʿArūsī (gest. 1876), der eine Glosse zum Handbuch al-Quschairīs verfasste, erklärte dort, dass mit der Absage an das Wählen die Flucht „vom Unheil der eigenen Wahl zur Schönheit der Wahl Gottes“ gemeint sei. Nach einer anderen Definition ist ʿUbūdīya „die Verrichtung der Gehorsamspflichten unter der Auflage, sie zu mehren, alles, das vom eigenen Ich ausgeht, geringzuschätzen und die edlen Taten, die durch einen selbst geschehen, als von Gottes Bestimmung herkommend anzuerkennen.“ Auch heißt es, dass zu den Kennzeichen der ʿUbūdīya der Verzicht auf das Planen (tadbīr) und die Betrachtung der göttlichen Vorherbestimmung (taqdīr) gehöre.
Wichtige Aspekte der ʿUbūdīya waren nach sufischer Vorstellung außerdem die Tugenden der „Bescheidung“ (riḍā) und „Geduld“ (ṣabr). Den Sufi Abū ʿAlī al-Dschuzdschānī zitiert al-Quschairī mit der Aussage: „Die Bescheidung ist das Haus der ʿUbūdīya, die Geduld ihre Tür und die Hingebung (tafwīḍ) ihr Gemach.“ Nach Ahmad ibn ʿAtā', einem Sufi, der 923/24 hingerichtet wurde, besteht die ʿUbūdīya aus vier Tugenden: der treuen Einhaltung von Versprechen, der Wahrung der religionsgesetzlichen Grenzen, der Bescheidung mit dem, was existiert, und dem geduldigen Verzicht auf das, was fehlt. Diese Definition der ʿUbūdīya wurde später auch von ʿAlī ibn Muhammad al-Dschurdschānī in seinem "Buch der Definitionen" (Kitāb at-Taʿrīfāt) übernommen.
Der ägyptische Sufi ʿAbd al-Wahhāb asch-Schaʿrānī verfasste eine eigene Abhandlung, in der er die Regeln der ʿUbūdīya (ādāb al-ʿubūdīya) beschrieb. Dort sagte er: „Es gibt auf dem Weg zu Gott nichts, was näher an ihn heranführt als das Tor der ʿUbūdīya, denn sie ist reine Demut (ḏull) und Unterwürfigkeit (ḫuḍūʿ) und das Erkennen der eigenen Unzulänglichkeit (ruʾyat at-taqṣīr). Wenn dagegen Stolz und Hochmut bei jemandem eintreten und ihm die Demut fehlt, dann verhält er sich regelwidrig und der Name der ʿUbūdīya wird ihm entzogen.“

## Die ʿUbūdīya als „höchster Rang“ des Menschen
Obwohl der Begriff der ʿUbūdīya eigentlich nahelegt, dass damit eine Erniedrigung verbunden ist, wird allgemein hervorgehoben, dass sie eine Auszeichnung des Menschen darstellt. Al-Quschairī zitiert seinen Lehrer Abū ʿAlī ad-Daqqāq mit der Aussage, dass es „nichts ehrenvolleres für den Gläubigen als die Dienstbarkeit (ʿubūdīya) und keine vollkommenere Benennung für ihn gibt, als wenn man ihn nach der Dienstbarkeit benennt.“ Als Beweis dafür verwies ad-Daqqāq darauf, dass Mohammed im Koran an mehreren besonders wichtigen Stellen nicht als Prophet oder Gesandter, sondern als Knecht (ʿabd) erwähnt wird, so im Zusammenhang mit seiner Nachtreise in Sure 17:1, wo es heißt: „Gepriesen sei, der seinen Knecht nachts reisen ließ“ sowie in Sure 53:10 „Und er gab seinem Knecht jene Offenbarung ein“.
Eine ähnliche Auffassung vertrat auch Ibn Qaiyim al-Dschauzīya (gest. 1350). Er erklärte in seiner Abhandlung „Schlüssel zum Haus der Glückseligkeit“ (Miftāḥ dār as-saʿāda): „Als Gott seine Schöpfung in verschiedenen Arten und Zuständen erschuf und in seinem Urteil vorherbestimmte, Adam und seine Nachkommen vielen seiner Geschöpfe vorzuziehen, machte er seine Knechtschaft (ʿubūdīya) zu der höchsten ihrer Rangstufen. Ich meine damit die freiwillige Knechtschaft (al-ʿubūdīya al-iḫtiyārīya), die sie aus Gehorsamsgefühl (ṭauʿan) und aus freien Stücken (iḫtiyāran) erbringen, nicht aus Zwang und Not.“ Zur Erklärung führt er einen Hadith an, wonach Gott dem Propheten Mohammed einen Engel schickte, der ihn vor die Wahl stellte, ob er ein Engel-Prophet (malak nabī) oder Knecht-Prophet (ʿabd nabī) sein wolle. Da er sich nicht entscheiden konnte, schaute er ratsuchend zu Gabriel. Dieser riet ihm mit Zeichen, bescheiden zu sein. Daraufhin sagte er: „Ich will lieber ein Knecht-Prophet sein.“
Als Beweis dafür, dass die ʿUbūdīya der „erhabenste von seinen Rängen“ (ašraf maqāmāti-hī) ist, verweist Ibn Qaiyim al-Dschauzīya ähnlich wie ad-Daqqāq darauf, dass Mohammed im Koran an mehreren besonders wichtigen Stellen als Knecht (ʿabd) erwähnt wird. Diese Koranverse und einen Hadith, in dem Mohammed von Jesus als Knecht bezeichnet wird, sieht Ibn Qaiyim al-Dschauzīya als Beleg dafür an, dass „er jenen höchsten Grad durch die Vollkommenheit seiner Dienstbarkeit (ʿubūdīya) gegenüber Gott und die Vollkommenheit der Vergebung Gottes für ihn erlangt hat.“ Da die ʿUbūdīya bei Gott einen so hohen Stellenwert habe, so erklärt Ibn Qaiyim al-Dschauzīya, habe er Adam und seine Nachkommen an einem Ort wohnen lassen, an dem sie durch die Vollkommenheit ihres Gehorsams gegenüber Gott, durch die Annäherung an ihn und die Aufgabe ihrer Gewohnheiten diesen Grad erreichen könnten.
Auch asch-Schaʿrānī spricht von der ʿUbūdīya als dem „exklusivsten Rang der Propheten und Erzgerechten“ (aḫaṣṣ marātib al-anbiyāʾ wa-ṣ-ṣiddīqīn). Wie er am Anfang seiner Abhandlung erklärt, wurde ihm die Bedeutung der ʿUbūdīya erst bei einem offenbarungsartigen religiösen Erlebnis klar. Dieses datiert er auf den 17. Radschab 931h (= 10. Mai 1525). Wie er beschreibt, war er an diesem Tag sehr unzufrieden und betrübt darüber, dass er noch nicht den Rang eines Gottesfreundes erreicht hatte. Als er daraufhin in al-Fustat gegenüber der Nilinsel Roda spazieren ging, hörte er dort einen unsichtbaren Rufer (hātif), der ihm mitteilte, dass selbst in dem Fall, dass Gott ihn mit allem Wissen über den Kosmos ausstatten und ihm Wundertätigkeit verleihen würde, er damit noch nichts von der ʿUbūdīya erlangt hätte. Nachdem er durch dieses Erlebnis die Bedeutung der ʿUbūdīya verstanden hatte, beschloss er, darüber eine Abhandlung abzufassen.

## Ibn Taimīyas ʿUbūdīya-Abhandlung
Die Vorstellung von der ʿUbūdīya als höchstem Rang des Menschen war im Vorderen Orient so verbreitet, dass auch Ibn Taimīya gebeten wurde, sich dazu zu äußern. Wie er am Anfang seiner ʿUbūdīya-Schrift mitteilt, war ihm die Frage vorgelegt worden, ob die ʿUbūdīya „der höchste Rang im Diesseits und Jenseits“ (aʿlā l-maqāmāt fī dunyā wa-l-āḫira) sei oder ob es noch einen höheren Rang gebe. Ibn Taimīya bestätigte in seiner Abhandlung den hohen Rang der ʿUbūdīya, indem er auf verschiedene Koranverse verwies, in denen Mohammed (so Sure 2:23, 17:1, 53:10, 72:19), Abraham, Isaak und Joseph (Sure 38:45) und besonders auserlesene Menschen als Gottes Knechte charakterisiert werden (so z. B. Sure 76:6).
Allerdings macht Ibn Taimīya deutlich, dass es seiner Auffassung nach sehr unterschiedliche Grade (daraǧāt mutafāwifat) von ʿUbūdīya gibt. Die allgemeine ʿUbūdīya, die die Herrschaftlichkeit (rubūbīya) Gottes betrifft, trete bereits dann ein, wenn der Mensch erkenne, dass Gott sein Herr und Schöpfer ist und er seiner bedürftig ist. Bei dieser ʿUbūdīya könne es aber sein, dass der Mensch trotzdem dem Befehl Gottes zuwider handele und neben ihm Satan und die Götzen verehre. Eine derartige ʿUbūdīya gebe es sowohl bei den Gläubigen, die ins Paradies eingehen, als auch bei den Ungläubigen, die in die Hölle verdammt sind.
Aufgabe des Menschen sei es jedoch, seine ʿUbūdīya zu vervollkommnen: „Je mehr der Mensch seine ʿUbūdīya verwirklicht, desto vollkommener wird er und desto mehr steigt er auf.“ Dafür müsse er zunächst verstehen, dass die ʿUbūdīya „Sklaverei des Herzens“ (riqq al-qalb) ist. Solange seine Gier auf geschaffene Dinge gerichtet sei, gelte seine ʿUbūdīya diesen Dingen, wodurch aber sein Herz von der auf Gott ausgerichteten ʿUbūdīya abgelenkt werde. Jeder, der sein Herz an Menschen hänge, von ihnen Sieg, Lebensunterhalt oder Rechtleitung erhoffe, unterwerfe ihnen sein Herz, so dass seine ʿUbūdīya ihnen gelte. In diesem Fall trete eine „verächtliche Knechtschaft“ (ʿubūdīya ḏalīla) gegenüber dem Gegenstand ein, der das Herz zum Sklaven gemacht habe. Je mehr im Herzen eine Liebe zu etwas anderem als Gott Platz habe, desto mehr gelte auch die ʿUbūdīya einer anderen Sache als Gott.
Die ʿUbūdīya gegenüber Gott, so erklärt Ibn Taimīya, nimmt beim Menschen erst dann zu, wenn auch die Liebe des Herzens zu ihm zunimmt, dies deswegen, weil der Begriff der ʿUbūdīya nicht nur die vollkommene Demut (kamāl aḏ-ḏull), sondern auch vollkommene Liebe (kamāl al-ḥubb) meint. Viele Menschen gingen in der Annahme fehl, dass die ʿUbūdīya nur Demut und Unterwerfung einschließe. Richtig sei jedoch, dass für die Verwirklichung der ʿUbūdīya Freundschaft (ḫulla) und Liebe (maḥabba) zu Gott notwendig seien. Wenn der Mensch seine ʿUbūdīya gegenüber Gott durch Liebe vermehre, könne er sehr großen Lohn erwarten, denn „das vollkommenste, beste, hochstehendste, Gott am nächsten kommende, stärkste und rechtgeleiteste aller Geschöpfe ist derjenige, der auf diesem Wege seine ʿUbudīya am weitesten gebracht hat.“ Dies sei die Wahrheit der Religion des Islams (ḥaqīqat dīn al-islām), mit der Gott die Propheten zu den Menschen gesandt habe.
Man dürfe allerdings nicht, so erklärt Ibn Taimīya weiter, leichtfertig behaupten, die Liebe zu Gott zu besitzen, weil dies im Widerspruch zur ʿUbūdīya stehe. Notwendig für die Vervollkommnung der ʿUbūdīya sind nach Ibn Taimīya nämlich auch die Lösung von allem Stolz (kibr) und die Stärkung der Treue (iḫlāṣ) zu seiner Religion.

## Sayyid Qutb: Islam als Befreiung von der ʿUbūdīya gegenüber Menschen
Ibn Taimīyas ʿUbūdīya-Abhandlung gehörte zum wichtigsten Lektürestoff der in den 1960er Jahren in Ägypten inhaftierten Muslimbrüder. Sayyid Qutb, der zu diesem Personenkreis gehörte und zu jener Zeit als wichtigster Ideologe der Muslimbruderschaft inhaftiert war, griff sowohl in seinem Korankommentar „Im Schutze des Korans“ (Fī ẓilāl al-Qurʾān) als auch in seiner Schrift „Zeichen auf dem Weg“ (Maʿālim fī ṭarīq) sehr häufig auf dieses Konzept zurück.
So beschreibt er in „Zeichen auf dem Weg“ den Islam als universelle Deklaration der Befreiung der Menschen von der ʿUbūdīya gegenüber anderen Menschen sowie von der ʿUbūdīya gegenüber den eigenen Begierden, die auch eine Form der Knechtschaft gegenüber Menschen darstelle. Dies geschehe durch die Verkündung der alleinigen Göttlichkeit Allahs und seiner Herrschaft (rubūbīya) über die Welten. Der Islam wolle die Menschen zu ihrem Herrn zurückführen und sie der ʿUbūdīya gegenüber anderen Menschen entreißen, die in der Befolgung von Geboten, die andere Menschen ihnen auferlegen (aḥkām yašraʿuhā nās min al-bašar), bestehe. Der Islam sei nicht nur Glaube (ʿaqīda), sondern eben auch eine Deklaration der Befreiung des Menschen von der Knechtschaft gegenüber anderen Knechten. Deshalb strebe er von Anfang an danach, solche Systeme und Regierungen zu beseitigen, die auf dem Prinzip der Knechtschaft der einen gegenüber den anderen beruhten. In diesem Sinne müsse man auch den Begriff des Dschihad verstehen.
Mehrfach wiederholt Sayyid Qutb in seiner Schrift, dass die erste Säule des Islams, die Schahāda, aus zwei Teilen bestehe, der „vollkommenen ʿUbūdīya gegenüber Gott allein“ (al-ʿubūdīya al-kāmila li-Llāh waḥdahū), und dem Empfang dieser ʿUbūdīya vom Gottesgesandten. Ohne Befolgung dieser beiden Prinzipien habe der Islam im Leben des Individuums und der Gemeinschaft keine Existenz. Auch könne der Mensch „die Stellvertreterschaft Gottes auf Erden“ (al-ḫilāfa ʿan Allāh fī arḍi-hī) nur dann erfüllen, wenn er in seiner ʿUbūdīya gegenüber Gott treu sei und sich von der ʿUbūdīya gegenüber anderen Dingen befreie.
Eine völlige und wirkliche Befreiung von der ʿUbūdīya gegenüber den Menschen erreiche man aber nur dann, wenn die höchste Herrschaft (al-ḥākimīya al-ʿulyā) in der Gesellschaft allein Gott gilt, was sich in der „Geltung der göttlichen Scharia“ (siyādat aš-šarīʿa al-ilāhīya) niederschlagen müsse. Mit der Einhaltung der Scharia Gottes (al-iltizām bi-šarīʿat Allāh) verwirkliche sich die Knechtschaft der Menschen gegenüber Gott, so wie sich die Knechtschaft des Universums in dem allgemeinen Naturgesetz (an-nāmūs al-ʿāmm) verwirkliche. Die Einhaltung der Scharia müsse sich dann auch in den politischen, sozialen und ökonomischen Zuständen (aḥwāl siyāsīya wa-iǧtimāʿīya wa-iqtiṣādīya) manifestieren.
Die „ʿUbūdīya gegenüber Gott allein“ bildet für Sayyid Qutb auch das wichtigste Merkmal der „muslimischen Gesellschaft“ (al-muǧtamaʿ al-muslim). Sie müsse in all ihren Angelegenheiten, auch in ihrem gemeinschaftlichen System (an-niẓām al-ǧamāʿī), auf dieses Prinzip gegründet sein. Gesellschaften, in denen dieses Prinzip nicht gelte, seien in Wahrheit Dschāhilīya-Gesellschaften, denn während der Islam die Knechtschaft der Menschen gegenüber Gott allein sei, sei die Dschāhilīya die Knechtschaft (ʿubūdīya) der Menschen gegenüber Menschen. Dies sei zum Beispiel bei den Kommunisten der Fall, bei denen die ʿUbūdīya der Partei gelte. Da sich in den gegenwärtigen Gesellschaften im Bereich der ideologischen Überzeugungen, der rituellen Handlungen und gesetzlichen Bestimmungen die ʿUbūdīya nicht allein auf Gott ausrichtet, entsprechen sie nach Sayyid Qutb allesamt dem Typ der „dschāhilitischen Gesellschaft“ (al-muǧtamaʿ al-ǧāhilī). Das gelte auch für Gesellschaften, die auf den Säkularismus (ʿilmānīya) gegründet seien oder verkünden, dass sie die Religion respektieren, weil in ihnen das Leben nicht vollständig auf der ʿUbūdīya gegenüber Gott basiere. Eine wahrhaft muslimische Gesellschaft entstehe erst dann, wenn eine Gruppe von Menschen, die dem Prinzip der ʿUbūdīya gegenüber Gott allein verpflichtet sei, aufstehe und ihr Leben vollständig auf der Grundlage dieses Prinzips organisiere.

## Kritik an dem Konzept
Eine kritische Auseinandersetzung mit dem Konzept der ʿUbūdīya findet sich bei dem libanesischen Diplomaten Hasan Saʿb. Er veröffentlichte 1974 ein Buch mit dem Titel "Der Islam der Freiheit, nicht der Islam der Knechtschaft" (Islām al-ḥurrīya lā Islām al-ʿubūdīya). Darin weist er darauf hin, dass nach dem Koran Gott den Menschen gegen den Willen der Engel als seinen Stellvertreter (ḫalīfa) auf Erden eingesetzt (Sure 2:30) und ihn unter Ausschluss der Engel alle Namen gelehrt hat (Sure 2:31). Weiterhin hebt er hervor, dass nach dem Koran der Mensch das einzige Wesen ist, das von Gott freiwillig das "anvertraute Gut" (amāna) angenommen hat (Sure 33:72) und mit Gott in der Schöpfung rivalisiert, wenn auch Gott der "beste Schöpfer" (aḥsan al-ḫāliqīn) ist, wie es in Sure 37:125 heißt. Daraus schließt er, dass nach dem göttlichen und prophetischen Urteil der Mensch "ein Kind seiner eigenen Freiheit und Mächtigkeit ist, nicht ein Kind seiner Knechtschaft und Ohnmacht" (walīd ḥurrīyat al-insān wa-qudrati-hī lā walīd ʿubūdīyati-hī wa-ʿaǧzi-hī).